# Lynne Sullivan
Pour les articles homonymes, voir Sullivan.
Lynne Sullivan, née le 25 décembre 1952 dans le Tennessee, est une archéologue et anthropologue américaine, conservatrice du département archéologie du McClung Museum of Natural History and Culture (en) situé sur le campus de l'Université du Tennessee à Knoxville, dans le Tennessee. 
Diplômée de l'Université du Tennessee (licence) et de l'Université du Wisconsin-Milwaukee (mastère et doctorat), Lynne Sullivan devient la première femme conservatrice d'anthropologie au New York State Museum à Albany, New York. Elle est réputée pour ses recherches et ses publications sur des sujets comme la préhistoire dans le sud-est des États-Unis, les chefferies du Mississippien, l'analyse mortuaire et la conservation archéologique. 
Elle est une contributrice majeure du mouvement d'archéologie féministe et de genre à travers ses études sur les inégalités sociales, sur la place des genres et l'importance historique des femmes dans le développement de l'archéologie moderne.

## Formation et premières expériences
Lynne P. Sullivan est née à Kingsport, Tennessee, le 25 décembre 1952. Mais elle passe la plupart de son enfance à Cleveland dans le Tennessee, après le déménagement de sa famille dans cette petite ville près de Chattanooga. Son père travaille pour la Bowater Paper Company, cependant que sa mère, fille d'immigrés allemands, élève Lynne et ses deux jeunes sœurs. La passion de Lynne Sullivan pour l'archéologie naît de son intérêt précoce pour la lecture du magazine National Geographic. En devenant membre de sa troupe d'éclaireuses locale, Lynne Sullivan a l'occasion de participer à sa première fouille à l'âge de 17 ans. Les fouilles ont eu lieu dans l'Iowa au cours de l'été 1970, après avoir obtenu son diplôme du Cleveland High School.
Cet automne-là, Lynne Sullivan entre dans sa première année à l'université du Tennessee à Knoxville. En 1971, elle postule pour travailler sur une fouille et se voit refuser cette occasion en raison de son sexe. C'est le premier des nombreux défis auxquels Sullivan est confrontée en tant que femme dans le monde de l'archéologie largement dominé par les hommes dans les années 1970. Cependant, en 1972, le Congrès adopte la loi sur l'égalité des chances en matière d'emploi, interdisant toute discrimination à l'embauche fondée sur la race, la couleur, l'origine nationale, le sexe, la religion, l'âge, le handicap, les convictions politiques ou l'état matrimonial et familial. Grâce à cette législation, Sullivan trouve du travail à l'été 1973, un an avant son diplôme de l'Université du Tennessee avec un Bachelor of Arts (licence) en anthropologie, sur le projet Tellico. Elle est l'une des premières femmes à l'université du Tennessee à recevoir un emploi rémunéré en archéologie de terrain. Par la suite, elle travaille sur plusieurs projets de gestion des ressources culturelles dans le Tennessee, y compris le projet Phipps Bend à travers l'université de l'Alabama.
De plus, Lynne Sullivan travaille sur le site de Cahokia à l'été et à l'automne 1974. C'est un projet d'étude d'une palissade archaïque, projet financé par la National Science Foundation sous la direction de Melvin L. Fowler. À Cahokia, Sullivan reçoit l'influence des étudiantes de doctorat en archéologie.
À l'été 1975, Lynne Sullivan est embauchée par les laboratoires d'archéologie de l'université du Wisconsin-Milwaukee pour aider à l'analyse des prélèvements de surface systématiques de Ramey Field à Cahokia. À l'automne 1975, elle s'inscrit à l'école supérieure de cette université. Lynne Goldstein est son professeur principal. Lynne Sullivan obtient sa Master of Science (mastère) en anthropologie et un certificat en muséologie en décembre 1977.
Après des études archéologiques pour le département des transports de l'Illinois dans le cadre de l'université de l'Illinois, Sullivan retourne à l'Université du Wisconsin-Milwaukee pour son doctorat. Elle reçoit une subvention pour compléter sa thèse de doctorat de la National Science Foundation portant sur ses recherches sur la phase de Mouse Creek, un complexe du Mississippien tardif près de sa ville natale de Cleveland dans le Tennessee. Les fouilles les plus importantes sur trois sites de la phase de Mouse Creek ont eu lieu dans les années 1930 par l'Université du Tennessee en collaboration avec la Federal Works Progress Administration, un programme lancé pour la création d'emplois dans le cadre du New Deal. Les collections résultant de la fouille de ces sites sont conservées au McClung Museum sur le campus de l'université de premier cycle de Lynne Sullivan, l'Université du Tennessee. Elle obtient en 1986 son doctorat à l'Université du Wisconsin-Milwaukee.

## Recherche post-universitaire
Tout en terminant sa thèse, Sullivan travaille pour la branche Dickson Mounds de l'Illinois State Museum et obtient un emploi à l'université du Sud de l'Illinois à Carbondale. Alors qu'elle est étudiante en doctorat, elle avait déjà travaillé pour SIU en tant que directrice de projet pour des projets CRM. Lynne Sullivan est la première non-diplômée de l'Université à être conservateur des collections du Center for Archaeological Investigation. Grâce à son travail dans le Sud de l'Illinois, elle devient la première femme conservatrice d'anthropologie au New York State Museum à Albany, New York. 
Au cours de ses treize ans de conservatrice dans ce musée, elle joue un rôle majeur dans la rénovation et la réorganisation des vastes collections archéologiques du musée. Elle obtient deux subventions de la National Science Foundation Systematic Anthropological Collections pour effectuer le premier inventaire complet et l'organisation des archives des collections archéologiques vieilles de 150 ans, ainsi qu'une subvention nationale Native American Graves Protection and Rapatriation Act pour faire le premier inventaire des collections d'ostéologie humaine du musée. Elle organise en plus des écoles de terrain sur le site de Ripley, un site préhistorique et protohistorique tardif à l'ouest de New York qui avait été partiellement fouillé par Arthur C. Parker au début du XXe siècle. Avec ses collègues Sarah et Phillip Neusius, elle remporte un financement de la National Science Foundation pour ce projet. Pendant son séjour à New York, elle poursuit ses principaux sujets de recherche sur la période du Mississippien dans l'est du Tennessee. Elle obtient un financement de la National Science Foundation pour un projet de classification de poteries et organise une petite école de terrain sur le site de l'île Hiwassee avec l'université d'État des Appalaches et l'université du Tennessee à Chattanooga. En 1999, elle quitte son poste de New York et retourne sur le site de ses études de premier cycle afin d'occuper le poste de conservatrice en archéologie au McClung Museum de l'Université du Tennessee. Elle y travaille pour l'Université du Tennessee pendant douze ans, exerçant à la fois les fonctions de conservatrice de l'archéologie et de professeure auxiliaire d'anthropologie. Elle est chargée de gérer les vastes collections du musée, de conseiller un petit groupe d'étudiants diplômés et de mener ses propres recherches en vue de leur publication. De plus, elle est la première rédactrice en chef de Southeastern Archaeology, le journal annuel de la Southeastern Archaeological Conference. Elle est également la présidente du comité sur les musées, les collections et la conservation de la Society for American Archaeology.

## Projets de recherche
La recherche de Sullivan englobe un corpus diversifié de travaux comprenant des sujets variés comme la préhistoire du sud-est, les sociétés de chefferies du Mississippien, l'analyse mortuaire, la conservation et la préservation des collections, l'inégalité sociale, le rôle des sexes et l'histoire de l'archéologie. Elle publie sept ouvrages et de nombreux articles sur ces sujets.

### Projet de chronologie du Mississippien
Un des plus grands projets de Lynne Sullivan est une entreprise de longue haleine pour comprendre les variations chronologiques et spatiales au cours de la période du Mississippien dans l'est du Tennessee. À partir de 2001, la chronologie acceptée pour l'est du Tennessee divise la période du Mississippien entre plusieurs phases : la phase Martin Farm (900-1100 AD), la phase Hiwassee Island (1100-1300 AD), la phase Dallas (1300-1600) et la phase Mouse Creek (1400-1600). Une si longue durée - plusieurs siècles - de ces phases interdit les interprétations significatives de modèles de peuplement ainsi que la compréhension fine des variations et des changements dans l'organisation sociopolitique, car il n'est pas possible de déterminer quels sites sont réellement contemporains. Lynne Sullivan, avec ses étudiants diplômés, se concentre sur l'obtention de dates de spectrométrie de masse par accélérateur de haute précision (AMS) pour les sites fouillés dans les années 1930 et pour lesquels aucune date absolue n'avait été obtenue,, ainsi que l'obtention de telles dates pour des sites pour lesquels il n'y avait que des dates standard au radiocarbone avec de grands écarts. Ce travail se conjugue avec les études dendrochronologiques de Henri Grissino-Mayerr qui incorporent des échantillons réalisés dans les années 1930 par Florence Hawley à partir d'arbres du bassin de Norris et de sites archéologiques fouillés par la WPA dans plusieurs régions de l'est du Tennessee. Lynne Sullivan encourage plusieurs étudiants diplômés à s'intéresser à ce projet. Ceux-ci produisent avec son aide des thèses et des mémoires pertinents. En plus de ses recherches centrées sur les sites du Tennessee, Lynne Sullivan, avec Timothy Pauketat, étudie le monticule 31 de Cahokia pour établir la datation de ce monticule dans la chronologie d'ensemble. Le monticule semble avoir été utilisé pendant les phases tardives de Lohmann / Stirling (1050-1150 apr. J.-C.) et de Morehead (1200-1275 apr. J.-C.) de Cahokia. Ce placement dans le temps permet de mieux comprendre l'évolution chronologique du site de Cahokia et de la société complexe au cours de cette période.

### Archéologie sur l'étude du féminisme et du genre
Un domaine qui intéresse particulièrement Lynne Sullivan est celui du rôle des femmes à la fois dans la société préhistorique et dans les travaux de l'archéologie moderne. En tant que femme travaillant dans un domaine d'études largement dominé par les hommes, elle est confrontée tout au long de sa carrière à des préjugés en raison de son sexe. Inspirée par des femmes comme Madeleine Kneberg, fondatrice du McClung Museum et la dendrochronologue Florence Hawley, qui ont toutes deux apporté de vastes contributions à l'archéologie du Tennessee avec très peu de reconnaissance par rapport à leurs collègues masculins, Lynne Sullivan devient une militante éminente du mouvement d'archéologie de genre et d'archéologie sur le féminisme, qui s'est développé dans les années 1970 comme partie de la théorie archéologique post-processuelle.
Ses recherches sur le rôle des sexes et les inégalités sociales se conjuguent avec ses études sur les pratiques mortuaires et la hiérarchie sociopolitique. Elles contribuent à fournir une perspective équilibrée de la société amérindienne.

### Projet de préservation et de restauration des collections WPA
En examinant l'ensemble de données de la phase de Mouse Creek pour sa thèse, Lynne Sullivan se rend compte que de grandes quantités de matériaux collectés par les fouilles de la Works Progress Administration (WPA) au cours des années 1930 n'ont pas encore été correctement organisées et étudiées. Les sites archéologiques des projets de fouilles de la Tennessee Valley Authority, comme Norris, Watts Bar et le bassin Chickamauga, n'ont pas de rapports écrits, et ces collections ont besoin de meilleures conditions de conservation.
Elle prend sur elle de compiler et de terminer le rapport du projet Chickamauga Basin et de faire publier cet important travail par la University of Tennessee Press. C'était un projet de fouilles de nombreux sites types pour les phases archéologiques dans l'est du Tennessee. En tant que conservatrice de l'archéologie au McClung Museum, Lynne Sullivan fait de la préservation des collections WPA l'une de ses priorités. En collaboration avec les bibliothèques de l'Université du Tennessee, elle sollicite et reçoit une subvention de l'Institut des services des musées et des bibliothèques pour créer des archives en ligne des photos archéologiques WPA du musée McClung, ainsi que du musée d'histoire naturelle de l'Alabama à l'Université de l'Alabama, et le Webb Museum de l'Université du Kentucky. Elle obtient également des fonds du programme fédéral « Save America's Treasures » pour réintégrer les artéfacts fragiles et correctement datés des collections WPA dans des vitrines de musée à la pointe de la technologie, et pour créer un inventaire électronique de ces objets. Lynne Sullivan facilite également la numérisation des dossiers de terrain de l'époque WPA par les étudiants chercheurs. Ces projets permettent l'amélioration de l'accès à ces documents et artéfacts, et contribuent à les préserver pour la postérité. De plus, Lynne Sullivan encourage l'étude de ces collections par de nombreux étudiants diplômés de l'université du Tennessee et d'ailleurs. En 2003, elle publie avec S. Terry Childs un livre intitulé Curating Archaeological Collections: From the Field to the Repository, qui est le premier livre consacré aux questions de conservation archéologique aux États-Unis.

## Publications
Les publications de Lynne Sullivan reflètent la diversité de ses recherches et incluent des sujets tels que la préhistoire au sud-est des États-Unis, la conservation et la préservation des collections d'artéfacts, l'étude des rites mortuaires et le rôle des femmes dans le développement de l'archéologie moderne. Ses sept livres et une sélection de ses principaux articles sont listés ci-dessous.

### Livres et monographies
- Mississippian Mortuary Practices: Beyond Hierarchy and the Representationist Perspective, sous la direction de Lynne P. Sullivan et Robert C. Mainfort, Gainesville, Presses universitaires de Floride, 2009.
- Conservation des collections archéologiques: du terrain au dépôt, par Lynne P. Sullivan et S. Terry Childs, Alta Mira Press, Walnut Creek, Californie, 2003.
- Archéologie des Appalaches, sous la direction de Lynne P. Sullivan et Susan C. Prezzano, Université du Tennessee Press, Knoxville, 2001.
- Grit-Tempered: premières femmes archéologues dans le sud-est des États-Unis, sous la direction de Nancy M. White, Lynne P. Sullivan et Rochelle Marrinan, Musée d'histoire naturelle de Floride, Ripley P. Bullen Series, University Press of Florida, Gainesville, 1999.
- Anciennes enceintes en terre des forêts de l'Est, sous la direction de Robert C. Mainfort et Lynne P. Sullivan, Musée d'histoire naturelle de Floride, Ripley P. Bullen Series, University Press of Florida, Gainesville, 1998.
- Réanalyse du site de Ripley: terrassements et préhistoire tardive dans la plaine du lac Érié, sous la direction de Lynne P. Sullivan, Bulletin 489 du Musée de l'État de New York. Département de l’éducation d’État, Albany, 1996.
- La préhistoire du bassin Chickamauga au Tennessee, 2 volumes, sous la direction de Lynne P. Sullivan, Université du Tennessee Press, Knoxville, 1995.

### Principaux articles
- Reconfiguring the Chickamauga Basin (chapitre 7), dans New Deal Archaeology in Tennessee: Intellectual, Methodological, and Theoretical Contributions, édité par David H.Dye, University of Alabama Press, 2016.
- Enterrement résidentiel, rôles des sexes et développement politique dans les cultures préhistoriques tardives et Cherokee des Appalaches du Sud. (LP Sullivan et Christopher B. Rodning). 2010. In Residential Burial: A Multi-Regional Exploration, édité par Ron Adams et Stacie King, p. 79–97. Série AP3A, American Anthropological Association, Washington DC.
- Pratiques mortuaires du Mississippien: la quête des interprétations. (LP Sullivan et Robert C. Mainfort, Jr.) 2009 In Mississippian Mortuary Practices: Beyond Hierarchy and the Representationist Perspective, LP Sullivan et Robert C. Mainfort, Jr., éds. Presse universitaire de Floride, Gainesville.
- Pratiques mortuaires et identité culturelle au tournant du XVIe siècle dans l'est du Tennessee. (LP Sullivan et Michaelyn S. Harle) 2009. Dans Mississippian Mortuary Practices: Beyond Hierarchy and the Representationist Perspective, LP Sullivan et Robert C. Mainfort, Jr., éds. 2009. Presse universitaire de Floride, Gainesville.
- Constructions d'époque archéologique et construction du monticule de l'île Hiwassee. Dans 75 ans d'archéologie de TVA, Erin Pritchard, éd. 2009 University of Tennessee Press.
- Diagnostic différentiel de la dysplasie cartilagineuse et de la maladie probable d'Osgood-Schlatter chez un individu du Mississippien de l'est du Tennessee. (Elizabeth DiGangi, Jon Bethard et LP Sullivan). 2009. Journal international d'ostéoarchéologie.
- Île Hiwassee. 2008 dans Archaeology in America: An Encyclopedia (quatre volumes), Francis P. McManamon, Linda S. Cordell, Kent G. Lightfoot et George R. Milner, éds. . Greenwood Press, Westport, CT.
- Un WPA Déjà Vu sur l'architecture du Mississippien. 2007 In Variabilité architecturale dans le sud-est: études de cas complètes sur les structures du Mississippien, p. 117–135, Cameron H. Lacquement, éd. University of Alabama Press, Tuscaloosa.
- Cahokia's Mound 31: Une occupation à court terme sur un site à long terme. 2007 Archéologie du sud-est 26 (1): 12-31. (LP Sullivan et Timothy R. Pauketat).
- L'archéologie de sauvetage à la Tennessee Valley Authority: une politique à long terme. (Bailey Young & LP Sullivan) 2007 Dans L'archéologie préventive dans le monde: Apports d'archéologie préventive à la connaissance du passé, pp. 271–286. INRAP, Paris, France.
- Rencontre le complexe cérémoniel du sud-est dans l'est du Tennessee. 2007 InSoutheastern Ceremonial Complex: Chronologie, Iconographie et Style, Adam King, éd. pp. 88–106. Presse de l'Université d'Alabama.
- Étude de cas: Ménages et communautés de la phase Mouse Creek: villes de la période Mississippienne du sud-est du Tennessee. 2006 Dans À la recherche de notre passé: une introduction à l'archéologie américaine, Sarah W. Neusius et G. Timothy Gross, éds. Oxford University Press, New York
- Mains invisibles: les femmes en bioarchéologie. (Mary Lucas Powell, Della Collins Cook, Georgieann Bogdan, Jane E. Buikstra, Mario M. Castro, Patrick D. Horne, David R. Hunt, Richard T. Koritzer, Sheila Ferraz Mendonça de Souza, Mary Kay Sandford, Laurie Saunders, Glaucia Aparecida Malerba Sene, LP Sullivan, John J. Swetnam) 2006 In A History of American Bioarchaeology: Peopling the Past, pp. 131–194, Jane E. Buikstra, éd. Elsevier Press, Burlington, MA.
- Contextes de genre du leadership du Mississippien dans le sud des Appalaches. 2006 Dans Leadership and Polity in Mississippian Society, pp. 264-285, Paul Welch et Brian Butler, éds. Southern Illinois University Press, Carbondale.

## Sources
- (en) Cet article est partiellement ou en totalité issu de l’article de Wikipédia en anglais intitulé « Lynne P. Sullivan » (voir la liste des auteurs).